# イランド
イランド (Taurotragus oryx）は、哺乳綱偶蹄目（鯨偶蹄目とする説もあり）ウシ科イランド属に分類される偶蹄類。別名エランド。

## 分布
アンゴラ、ウガンダ、エスワティニ、エチオピア、ケニア、コンゴ民主共和国、ザンビア、ジンバブエ、タンザニア、ナミビア、ボツワナ、マラウイ、南アフリカ共和国、南スーダン、モザンビーク、レソト。ブルンジでは絶滅。

## 形態
頭胴長（体長）オス240 - 345センチメートル。尾長54 - 90センチメートル。肩高オス151 - 183センチメートル、メス125 - 153センチメートル。体重オス450 - 942キログラム、メス317 - 470キログラム。頸部の毛色は、胴体の毛色と同色。オスの老齢個体は、体色が青灰色がかる。
雌雄共に1回から1回半の捻じれがある、直線的で左右がほぼ平行な角がある。耳介の幅は狭く、先端が尖る。下頸に肉垂があるが、下顎には肉垂はない。
雌は雄の半分の体重である。雌は黄褐色の毛皮だが、雄はやや暗い色の毛皮で、多くは体側に細く白い縞模様がある。ごくまれに黒い個体がいる。雄は喉にのどぶくろと密生した柔毛を持つ。
雌雄とも約65センチメートルに達する、ほぼまっすぐの長い角を持つ。雌雄で大きな違いはないが、雌の角は雄よりやや細く、長い。体温を最大で7℃下げ、水分の発散を抑えることができる。ラクダと同様の能力である。

## 分類
以下の亜種の分類は、Pappas(2002)に従う。和名・形態は、今泉(1987)に従う。
Taurotragus oryx oryx (Pallas, 1776) ケープイランド
体色は黄褐色。左右の目の間の三日月形の白色斑や、胴体の白い横縞がない。手根部に暗色斑がない。
Taurotragus oryx livingstonii (Sclater, 1862) ザンベジイランド
左右の目の間の三日月形の白色斑がないが、胴体に6 - 10本の白い横縞が入る。手根部に暗色斑がない。
Taurotragus oryx pattersonianus Lydekker, 1906 ケニアイランド
左右の目の間の三日月形の白色斑があり、胴体前部に明瞭な3 - 4本の白い横縞と後部に不明瞭な横縞が入る。手根部とその裏面に褐色斑が入る。
本種のオスとクーズーのメスで属間雑種を形成した例があるが、この交雑個体に繁殖能力があるかは不明とされる。

## 生態
サバンナや草原・開けた森林に生息する。草も食べるが主食ではなく、木の葉や枝を主に食べる。根を掘り返して食べることもある。
昼行性だが、暑い昼間はあまり活動しない。
成雌と子供30-80頭で群れを作り、広い範囲を移動する。成雄は主に単独行動するか、3-4頭の群れを作り、あまり移動しない。
天敵として ライオン、ブチハイエナがいる。
ただし、幼獣の捕食者も含めた主な捕食者として、ライオンやチーター・リカオン・ブチハイエナなどが挙げられる。
妊娠期間は約271日。1産1仔。授乳期間は6か月。寿命は平均15 - 20年で、25年に達することもある。
ただし個体数が少ないため、捕食者にとって主な獲物となることはない。

## 人間との関係
名前はオランダ語で、ヘラジカの意。南アフリカに入植したオランダ人が、大型レイヨウ類である本種からヘラジカを連想したのが由来とされる。
食用とされることもある。スポーツハンティングの対象ともなっている。乾燥に強い・乳の栄養価が高いことなどの理由から、ウクライナ・ケニア・ジンバブエ・南アフリカ共和国・ロシアなどで家畜化される試みが進められている。一方で飼料のコストがかかることや、管理が難しいなどの問題もある。
宅地開発などによる生息地の破壊、食用やスポーツハンティングなどによる乱獲などにより、生息数は激減した。1970年代以降はアンゴラ・ウガンダ・ルワンダ・モザンビークなどで、内戦の影響によっても生息数が激減した。2016年の時点では生息地の大半が保護区や私有地とされ、これらの中では生息数は安定していると考えられている。
アフリカ大陸南部では、狩猟用に導入されている。一例としてナミビアでは自然分布は北部に限られるものの、中部や南部に導入されている。
ウクライナのアスカニヤノヴァ動物園 (Askaniya-Nova Zoo)では、1948年からエランドを放牧し、採乳を行っている。アメリカ合衆国でも家畜化の試みがある。